# جماعة البارقي
جماعة البارقي، شاعر من قبيلة بارق أحد شعراء العصر الجاهلي,من شعراء المدح وفارس من فرسان الجاهلية كان شديد الفخر بقومة الازد.

## النسب
جماعة البارقي بن بارق بن عدي بن حارثة بن عمرو مزيقياء بن عامر ماء السماء بن حارثة الغطريف بن امريء القيس بن ثعلبة بن مازن بن الأزد بن سبأ بن يشجب بن يعرب بن قحطان.

## أشهر قصائده
يوصف جماعة هجرت قبائل الأزد إبان انهيار سد مأرب  وتفرقهم ويذكر فيها مواطن ومفاخر الأزد قالً:
وبيته في قصيدة هجرت الازد يستدل بيها المؤرخين في مسمى الكعبة قبل الإسلام: